# Julien Clémence
Pour les articles homonymes, voir Clémence (homonymie).
Pas d'image ? Cliquez ici
Julien Clémence, né le 11 novembre 2001, est un grimpeur suisse.

## Carrière
Julien Clémence est médaillé de bronze en bloc aux Jeux européens de 2023 à Tarnów.